# Lives in the Balance
Lives in the Balance è un album di Jackson Browne, pubblicato dalla Asylum Records nel febbraio del 1986. 

## Tracce
Brani composti da Jackson Brown, eccetto dove indicato
Lato A
1. For America – 5:10
2. Soldier of Plenty – 4:34
3. In the Shape of a Heart – 5:39
4. Candy – 4:10 (Greg Copeland, Jackson Browne, Wally Stocker)

Lato B
1. Lawless Avenues – 5:37 (Jackson Browne, Jorge Calderón)
2. Lives in the Balance – 4:12
3. Till I Go Down – 4:20
4. Black and White – 5:11

## Musicisti
For America
- Jackson Browne - vocoder
- Gary Myrick - chitarra
- Jai Winding - pianoforte, sintetizzatore
- Phil Kenzie - sassofono alto
- Jennifer Condos - basso
- Ian Wallace - batteria

Soldier of Plenty
- Jackson Browne - chitarra acustica
- Steve Lukather - chitarra
- Bill Payne - sintetizzatore
- Bob Glaub - basso
- Russ Kunkel - batteria

In the Shape of a Heart
- Jackson Browne - chitarra acustica
- Rick Vito - chitarra
- Bill Payne - sintetizzatore
- Craig Doerge - sintetizzatore
- Bob Glaub - basso
- Stan Lynch - batteria
- Doug Haywood - armonie vocali

Candy
- Jackson Browne - pianoforte
- Steve Lukather - chitarra
- Bill Payne - sintetizzatore
- Jai Winding - sintetizzatore
- Bob Glaub - basso
- Russ Kunkel - batteria
- Bonnie Raitt - armonie vocali
- Doug Haywood - armonie vocali

Lawless Avenues
- Danny Kortchmar - chitarra
- David Lindley - chitarra
- Waddy Wachtel - chitarra
- Jai Winding - pianoforte, sintetizzatore
- Jorge Calderón - basso
- Jorge Calderón - armonie vocali
- Jim Keltner - batteria
- Walfredo Reyes - congas

Lives in the Balance
- Jackson Browne - chitarra acustica, armonie vocali
- Jorge Strunz - chitarra acustica (nylon string)
- Bill Payne - sintetizzatore
- Jai Winding - sintetizzatore
- Quique Cruz - zampogna
- Bob Glaub - basso
- Russ Kunkel - batteria
- Hugo Pedroza - charango, tipple
- Deborah Dobkin - armonie vocali
- Mindy Sterling - armonie vocali

Till I Go Down
- David Lindley - chitarra
- Bernie Larsen - chitarra, clavinet
- Kevin McCornick - chitarra, armonie vocali
- Ian McClagen - organo
- Phil Chen - basso
- Ian Wallace - batteria
- Doug Haywood - armonie vocali

Black and White
- Kevin Dukes - chitarra
- Steve Lukather - chitarra
- Bill Payne - pianoforte
- Jai Winding - sintetizzatore
- Bob Glaub - basso
- Russ Kunkel - batteria
- Doug Haywood - armonie vocali[1]